# Каямбе (вулкан)
Вулкан Каямбе (ісп. Volcán Cayambe) — комплексний вулкан у хребті Кордильєра-Орієнталь, частині Еквадорських Анд, розташований в провінції Пічинча, за 70 км на північний схід від Кіто. Це — найвища гора на екваторі і третя вершина Еквадору.

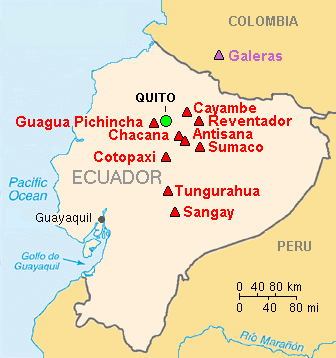
Розташування Каямбе та інших вулканів Еквадору

Каямбе вкритий шапкою вічних снігів та утворився протягом Голоцену. Вулкан вивергався кілька разів протягом періоду спостережень. На його південних схилах розташована найвища точка на екваторі, висотою 4690 м та єдина ділянка на екваторі, вкрита вічними снігами.
Вулкан розташований на території Екологічного резерву Каямбе-Кока. Місто Каямбе, неподалік від нього, назване за назвою вулкана.
Перше сходження на гору було здійснене британським альпіністом Едвардом Вайнером, двома італійцями, його компаньйонами, Хуаном Антоніо і Луїсом Каррелем в 1880 році, з тих пір гора залишається популярною серед альпіністів.